# Aiden Curtiss
Pour les articles homonymes, voir Curtiss.
 (décembre 2024).
Aiden Curtiss, de son nom complet Aiden Deborah A.H Curtiss, née le 14 février 1998 à Londres (Angleterre) est une mannequin anglo-américaine.

## Biographie
Aiden Curtiss naît le 14 février 1998 dans le quartier de  Westminster à Londres en Angleterre. Elle est la fille de la mannequin française d'origine guinéenne Katoucha Niane et du designer pour hommes Nigel Curtiss,,. Elle déménage à New York à l'âge de 9 ans, et vit depuis à Chelsea.
Elle est la belle-fille de Monica Mitro, ancienne vice-présidente exécutive des relations publiques de Victoria's Secret.

## Carrière
Aiden Curtiss a posé pour Zac Posen, Marc Jacobs, Miu Miu, Stella McCartney, Dolce & Gabbana, Fendi, Balmain, Versace, Zuhair Murad, Roland Mouret, Thom Browne, Off-White, Anna Sui, Missoni, Prabal Gurung (en) et Bottega Veneta.
Elle est apparue dans des éditoriaux pour Vogue Italia, Vogue Japan et Vogue Holland.
En 2017, elle participe pour la première fois au défilé de mode Victoria's Secret à Shanghai en Chine,. Un an plus tard, elle participe à l'édition 2018 du défilé Victoria's Secret à New-York. 